# スペースガーディアン
『スペースガーディアン』（原題: Escape from Planet Earth）は、2013年に公開されたアメリカ合衆国のアニメーション映画である。監督はカル・ブランカーが務めた。

## キャスト
| 役名                     | 原語版声優                   | 日本語声優   |
| ------------------------ | ---------------------------- | ------------ |
| ゲイリー・スーパーノヴァ | ロブ・コードリー             | 川田紳司     |
| スコーチ                 | ブレンダン・フレイザー       | 遠藤大智     |
| キラ                     | サラ・ジェシカ・パーカー     | 大津愛理     |
| シャンカー               | ウィリアム・シャトナー       | あべそういち |
| レナ                     | ジェシカ・アルバ             | 宮澤はるな   |
| ドク                     | クレイグ・ロビンソン         | 野川雅史     |
| サーマン                 | ジョージ・ロペス             | 山田浩貴     |
| ジェームズ・ビン         | リッキー・ジャーヴェイス     |              |
| イオ                     | ジェーン・リンチ             | 品田美穂     |
| ギャビー・バブルブルック | ソフィア・ベルガラ           |              |
| ホーク                   | スティーヴ・ザーン           | 西谷修一     |
| キップ                   | ジョナサン・モーガン・ハイト | 山村響       |
| ハンマー                 | クリス・パーネル             | 矢野正明     |
| ラリー                   | ティム・ダダボ               | 今村一誌洋   |

日本語版制作スタッフ
演出：高橋剛、翻訳：チオキ真理、調整：佐藤守、担当：夏海佑実（エンジェルワークス）、制作：エンジェルワークス